# Samorost 3

Samorost 3 — це пригодницька гра-головоломка, розроблена компанією Amanita Design. Це третя відеогра в серії Samorost і продовження Samorost 2. Це перша повнометражна гра серії з графікою високої чіткості.  Події розгортаються на п'яти планетах і чотирьох супутниках. Спочатку гра була запланована на 2015 рік  
Станом на лютий 2017 року Samorost 3 продав понад 300 000 одиниць.

## Розвиток
Розробка почалася у 2010 році. Samorost 3 розроблявся командою приблизно з шести осіб. Розробники черпали художнє натхнення з анімаційних фільмів чеських режисерів, таких як Карел Земан, Ян Шванкмаєр, Їржі Барта чи Бржетислав Пояр. Іншим джерелом натхнення стали фільми російського аніматора Юрія Норштейна. Гра складається з 45 екранів, які багато разів змінювалися під час розробки.  Іншою важливою частиною розвитку був звукозапис. Його створили люди, які видавали дивні звуки в мікрофони. Серед цих людей – Бара Кратохвілова та Мілош Дворжачек. Інші звуки створив Томаш Дворжак, використовуючи кілька інструментів, як-от льодяник, який використовується для бряжчання, для створення необхідних звуків. Дворжак також написав музику до гри.  
Samorost 3 було випущено 24 березня 2016 року для Steam  і 3 грудня 2016 року для Android. 

## Ігровий процес
Геймплей Samorost 3 схожий на попередні ігри Amanita Design. Гра не містить зрозумілих діалогів, лише систему анімованих бульбашок думок і тарабарщини. Гравець керує Gnome під час його подорожі крізь космос, повний планет, оснащений інвентарем і флейтою. Він досліджує навколишнє середовище, вирішує головоломки та збирає предмети, необхідні для подолання перешкод, які трапляються на його шляху. Він також може спілкуватися з істотами, яких зустрічає під час своєї подорожі. Серед цих істот є привиди, яким потрібна допомога Гнома. Гравець також може використовувати флейту, яка потрібна для вирішення деяких головоломок.
Samorost 3 містить покрокове керівництво, яке можна отримати в будь-який час, зігравши в міні-гру, якщо гравець застрягне. Покрокове керівництво не в письмовій чи усній формі, а натомість серії ескізів, що описують головоломку під рукою та її рішення.

## Сюжет
Samorost 3 починається, коли біля будинку Гнома падає чарівна флейта. Гном вирішує дізнатися, звідки він взявся, і вирушає в подорож космосом. Він розмовляє з інженером і просить його побудувати ракету-мухомор, яку він будує, повторно використовуючи частини, знайдені розкиданими на його рідній планеті. Гном літає від планети до планети та зустрічає безліч істот, яким він допомагає розв'язувати їхні проблеми за допомогою флейти.
Зрештою Гном знаходить дві ілюстровані книги та дізнається, що флейта належить чотирьом ченцям. Не так давно всі монахи були в мирі, поки гігантський помаранчевий космічний восьминіг не прибув із чорної червоточини й не почав поглинати планети. Монахи побачили восьминога й звернулися до інженера (того самого з рідної планети Гнома), щоб побудувати триголовий космічний корабель із водою, яким керують флейти, на задній частині яких вони можуть літати, і механічного лицаря, що живиться чорною кулею. за допомогою якого можна битися з восьминогом і врятувати всесвіт. Лицар розчленовує та вбиває восьминога, потім лицар лягає спати на місяць, а кулю закриває та охороняє монах-охоронець.
У другій книзі один із чотирьох ченців використовує свою флейту для створення злих духів, а інші троє ченців виганяють його за це. Він таємно бере космічний корабель і перетворює його на триголового вогнедишного механічного дракона. Летячи на драконі, він вихоплює у монахів три інших флейти та виганяє монахів із їхнього гірського замку. Однак одна з флейт відлетіла, і саме ця флейта приземлилася на планеті Гнома. Потім він використовує дракона, щоб поглинути добрих духів, яких він знаходить на інших планетах, а потім захоплює чорну кулю, щоб лицаря неможливо було розбудити.
Зрештою Гном досягає планети монахів, підступно викрадає чорну кулю у злого ченця та використовує її, щоб оживити механічного лицаря, який потім убиває дракона та, імовірно, вбиваючи злого ченця в процесі. Гном святкує, вмикаючи музику з трьома ченцями, які залишилися, і вони нагороджують його силою миттєво подорожувати всіма планетами та повертають чорну кулю до свого охоронюваного сховища. Гном нарешті повертається на рідну планету, щоб привітати свого собаку.[джерело?]

## Рецепція
«Саморост 3» загалом був добре сприйнятий критиками. Зараз він має 80/100 на Metacritic.
The Washington Post назвала Samorost 3 «дивною і красивою пригодницькою грою «вкажи і клацни». В огляді Samorost 3 порівнюється з Loom, оскільки в обох іграх «головний герой у капюшоні (гном), який виділяє магію з музики». Огляд високо оцінив анімацію та сюрреалістичний візуал. Ще одна похвала — система підказок, яка може позбавити гравців від розчарування. Огляд завершився рекомендацією для батьків, які «шукають, у що пограти з маленькими дітьми».  PC Gamer позитивно відгукнувся про гру та похвалив її сюрреалістичність, написавши: «Samorost 3 часом блискуча: дивна, чудова та гідний наступний крок в еволюції Amanita Design». Destructoid настійно рекомендував гру, заявивши: «[Samorost 3] наповнена чудовими персонажами, приголомшливими пейзажами та розумними головоломками, тож, хоча вона може бути короткою, час, безсумнівно, витрачено з користю». GameSpot високо оцінив характерний візуальний стиль, світ і саундтрек гри, одночасно критикуючи її м’які головоломки.
Kill Screen назвав Samorost 3 «Найкращою пригодницькою грою за останні роки». Огляд високо оцінив дизайн ігрового світу та його візуальні ефекти. Гру також похвалили за її дослідницький геймплей, який дає гравцям відчуття дослідження. 
Kotaku включив Samorost 3 до свого списку назв з найкращою музикою для відеоігор 2016 року 
Samorost 3 був номінований на 13-ту щорічну премію Global International Mobile Gaming Awards у 2017 році 
Samorost 3 номіновано на 6 чеських нагород «Гра року». Він був номінований у категоріях «Найкраща гра», «Найкраща гра для ПК/консолі», «Найкращий аудіо», «Найкращий ігровий дизайн», «Найкращий сюжет» та «Найкращі відео». Переможців було оголошено 10 лютого 2016 року  Samorost 3 переміг у трьох категоріях: чеська гра року, чеська гра року для ПК/консолей і найкраще аудіо. Samorost 3 стала найуспішнішою грою на Чеській виставці нагород «Гра року 2016» 